# Jo Ann Pflug
Pour les articles homonymes, voir Pflug.
Jo Ann Pflug est une actrice américaine née le 2 mai 1940 à Atlanta (Géorgie).

## Filmographie
- 1966 : Cyborg 2087 : Woman in Control Booth
- 1967 : Les Quatre fantastiques (TV) : Invisible Girl (Susan Storm Richards) (voix)
- 1970 : M*A*S*H : le Lt. Maria 'Hot Dish' Schneider
- 1971 : A Step Out of Line (TV) : Gillian Francis
- 1971 : Catlow de Sam Wanamaker : Christina
- 1971 : They Call It Murder (en) (TV) : Sylvia Martin
- 1972 : Where Does It Hurt? : Alice Gilligan
- 1972 : Search : le Dr Laura Trapnell
- 1973 : The Night Strangler (en) (TV) : Louise Harper
- 1974 : Le Cri du loup (TV) : Sandy Miller
- 1974 : The Underground Man (TV) : Jean Broadhurst
- 1974 : Shakespeare Loves Rembrandt (TV)
- 1979 : Shérif, fais-moi peur (TV) : Helen Hogan dans Casino clandestin (saison 1, épisode 12)
- 1980 : The Day the Women Got Even (TV) : Evelyn Michaels
- 1980 : L'Île fantastique (TV) : Caroline Taylor (saison 3, épisode 20)
- 1981 : L'Homme qui tombe à pic (TV) : Samantha "Big Jack" Jack (1981-1982)
- 1984 : La Ligne de chance (TV) : Taylor Chapin Field Von Platen #1 (1984)
- 1986 : Le Retour de Mike Hammer de Ray Danton (TV) : Journaliste TV
- 1997 : Les Truands : Boss Jack's Wife
- 1997 : Minuit dans le jardin du bien et du mal : Cynthia Vaughn